# Sixten Jansson
Johannes Sixten Jansson, känd under artistnamnet Pop-Sixten, född 11 september 1946, död 23 oktober 2020, var en åländsk popartist. 
Han bodde i Mariehamn men vistades sommartid i Lumparland.
5 maj 2006 sjöng han i Stockholm, då klubben Sunkit firade 10-årsjubileum med gästartister på Debaser i Stockholm och följde upp samma år med ett uppträdande på festivalen Rockoff i Mariehamn på Åland. I maj 2008 uppträdde han åter på Sunkit i Stockholm, denna gång tillsammans med ett med blåsare förstärkt Sunkit All-Stars som kompband.
Jansson avled 2020 efter en längre tids sjukdom.

## Diskografi
- Don't Stop The Music, singel, 1980
- Min vän, CD, 2002
- Gröt i kaffepanna, CD, 2007
- Läppstift, CD, 2011